# گودنروت
گودنروت (به آلمانی: Gödenroth) یک شهر در آلمان است که در راین-هونسروک واقع شده‌است. گودنروت ۴۷۷ نفر جمعیت دارد.